# セルジ・サンペール
セルジ・サンペール・モンターニャ（Sergi Samper Montaña, 1995年1月20日 - ）は、スペイン・カタルーニャ州バルセロナ出身のプロサッカー選手。モトル・ルブリン所属。ポジションはミッドフィールダー。

## 来歴
2001年、祖父の勧めにより6歳でFCバルセロナのスクールに入団すると、すぐに能力を評価されユースチームに加入した。その後、各年代でキャプテンを務め、2013年にFCバルセロナBに昇格した。2014年9月17日チャンピオンズリーグのAPOELニコシア戦でトップチームデビューを果たした。
2016年7月19日、バルセロナと2019年までの契約を延長したことを発表した。そして、2016-17シーズンよりトップチーム昇格を果たした。背番号は、同じポジションでカンテラの先輩であるセルヒオ・ブスケツがかつて背負った16番に決定した。その後、8月26日にグラナダCFにレンタル移籍が決まった。グラナダではリーグ戦22試合に出場したものの、最下位に沈みセグンダ・ディビシオン降格した。翌シーズン、ラスパルマスにレンタルされるも19位と2シーズン連続で降格の憂き目に遭っている。
2019年3月4日、バルセロナとの契約を解消し、Jリーグに所属するヴィッセル神戸への加入を公言し、3月7日に神戸より正式に発表された。7月3日に行われた天皇杯2回戦・ギラヴァンツ北九州戦でプロ初ゴールを決めた。その後、クラブ初の決勝進出を決め、決勝戦は外国人枠の都合上ベンチ入りは無かったものの、見事にクラブ初のタイトルを獲得した。
2020年シーズンは、開幕戦からスタメンで出場してチームの中心として支えたが、外国人枠の影響によりAFCチャンピオンズリーグに帯同するメンバーには選ばれなかった。
2021年シーズンは、リーグ戦32試合に出場し、古橋亨梧（7月に移籍）のゴールを多くアシストする など守備だけでなく攻撃面でも活躍。チームのACL圏内で神戸のJ1最高順位となるリーグ3位に貢献。
2022年3月15日に行われたACLプレーオフメルボルン・ビクトリーFC戦で右ひざ前十字靭帯損傷の負傷を負って長期離脱・手術・一時帰国した。8月下旬に再来日 し、復帰に向けてリハビリを続けていたが、「今季中に100％の状態を取り戻し、来季に向けても100％でプレーできる状態に持っていきたい」と話し、2022年シーズン中の復帰は見送られた。
2023年シーズンは3月に練習試合で実戦復帰し、同年4月5日のルヴァンカップで1年ぶりに公式戦に復帰した。しかしその後はカップ戦での出場機会にとどまり、同年7月15日、双方合意の上、7月16日開催のJ1第21節サガン鳥栖戦を最後にクラブを退団する事を発表した。
2023年7月28日にセグンダ・ディビシオンのFCアンドラと1年契約を結んだ。
2024年8月2日、ポーランド1部のモトル・ルブリンでプレーする事を発表した。

## エピソード
バルセロナ下部組織に在籍中の18歳時に1型糖尿病を発症。以降は血糖コントロールを行いながら選手生活を続けている。2021年10月26日には、1型糖尿病を患いながら競技を続けているプロスポーツ選手同士という縁から、プロ野球・阪神タイガースの岩田稔選手の引退セレモニーにゲスト参加した。

## 代表歴
年代別のスペイン代表でプレー経験がある。

## 個人成績
| 国内大会個人成績 | 国内大会個人成績 | 国内大会個人成績 | 国内大会個人成績 | 国内大会個人成績 | 国内大会個人成績 | 国内大会個人成績 | 国内大会個人成績 | 国内大会個人成績 | 国内大会個人成績 | 国内大会個人成績 | 国内大会個人成績 |
| 年度             | クラブ           | 背番号           | リーグ           | リーグ戦         | リーグ戦         | リーグ杯         | リーグ杯         | オープン杯       | オープン杯       | 期間通算         | 期間通算         |
| 年度             | クラブ           | 背番号           | リーグ           | 出場             | 得点             | 出場             | 得点             | 出場             | 得点             | 出場             | 得点             |
| スペイン         | スペイン         | スペイン         | スペイン         | リーグ戦         | リーグ戦         | 国王杯           | 国王杯           | オープン杯       | オープン杯       | 期間通算         | 期間通算         |
| ---------------- | ---------------- | ---------------- | ---------------- | ---------------- | ---------------- | ---------------- | ---------------- | ---------------- | ---------------- | ---------------- | ---------------- |
| 2013-14          | バルセロナB      | 16               | セグンダ         | 40               | 0                | -                | -                | -                | -                | 40               | 0                |
| 2014-15          | バルセロナB      | 6                | セグンダ         | 34               | 0                | -                | -                | -                | -                | 34               | 0                |
| 2014-15          | バルセロナ       | 26               | プリメーラ       | 0                | 0                | 3                | 0                | -                | -                | 3                | 0                |
| 2015-16          | バルセロナB      |                  | セグンダ         | 29               | 0                | -                | -                | -                | -                | 29               | 0                |
| 2015-16          | バルセロナ       | 26               | プリメーラ       | 1                | 0                | 3                | 0                | -                | -                | 4                | 0                |
| 2016-17          | バルセロナ       | 16               | プリメーラ       | 0                | 0                | 0                | 0                | -                | -                | 0                | 0                |
| 2016-17          | グラナダ         | 4                | プリメーラ       | 22               | 0                | 1                | 0                | -                | -                | 23               | 0                |
| 2017-18          | ラス・パルマス   | 6                | プリメーラ       | 2                | 0                | 3                | 0                | -                | -                | 5                | 0                |
| 2018-19          | バルセロナ       | 16               | プリメーラ       | 0                | 0                | 1                | 0                | -                | -                | 1                | 0                |
| 日本             | 日本             | 日本             | 日本             | リーグ戦         | リーグ戦         | リーグ杯         | リーグ杯         | 天皇杯           | 天皇杯           | 期間通算         | 期間通算         |
| 2019             | 神戸             | 6                | J1               | 24               | 0                | 2                | 0                | 5                | 1                | 31               | 1                |
| 2020             | 神戸             | 6                | J1               | 26               | 0                | 1                | 0                | -                | -                | 27               | 0                |
| 2021             | 神戸             | 6                | J1               | 32               | 0                | 3                | 0                | 2                | 0                | 37               | 0                |
| 2022             | 神戸             | 6                | J1               | 6                | 0                | 0                | 0                | 0                | 0                | 6                | 0                |
| 2023             | 神戸             | 6                | J1               | 0                | 0                | 3                | 0                | 1                | 0                | 4                | 0                |
| スペイン         | スペイン         | スペイン         | スペイン         | リーグ戦         | リーグ戦         | 国王杯           | 国王杯           | オープン杯       | オープン杯       | 期間通算         | 期間通算         |
| 2023-24          | アンドラ         | 8                | セグンダ         | 19               | 1                | 0                | 0                | -                | -                | 19               | 1                |
| ポーランド       | ポーランド       | ポーランド       | ポーランド       | リーグ戦         | リーグ戦         | リーグ杯         | リーグ杯         | オープン杯       | オープン杯       | 期間通算         | 期間通算         |
| 2024-25          | モトル・ルブリン | 6                | エクストラクラサ |                  |                  | -                | -                |                  |                  |                  |                  |
| 通算             | スペイン         | スペイン         | プリメーラ       | 25               | 0                | 11               | 0                | -                | -                | 36               | 0                |
| 通算             | スペイン         | スペイン         | セグンダ         | 122              | 1                | -                | -                | -                | -                | 122              | 1                |
| 通算             | 日本             | 日本             | J1               | 88               | 0                | 9                | 0                | 8                | 1                | 105              | 1                |
| 総通算           | 総通算           | 総通算           | 総通算           | 235              | 1                | 20               | 0                | 8                | 1                | 263              | 2                |

その他の公式戦
- 2017年
  - スーペルコパ・デ・エスパーニャ 1試合0得点
- 2020年
  - FUJI XEROX SUPER CUP 1試合0得点

| 国際大会個人成績 | 国際大会個人成績 | 国際大会個人成績 | 国際大会個人成績 | 国際大会個人成績 | FIFA      | FIFA      |
| 年度             | クラブ           | 背番号           | 出場             | 得点             | 出場      | 得点      |
| UEFACL           | UEFACL           | UEFACL           | UEFACL           | UEFACL           | クラブW杯 | クラブW杯 |
| ---------------- | ---------------- | ---------------- | ---------------- | ---------------- | --------- | --------- |
| 2014-15          | バルセロナ       | 26               | 1                | 0                | -         | -         |
| 2015-16          | バルセロナ       | 26               | 2                | 0                | 1         | 0         |
| 2016-17          | バルセロナ       | 16               | 0                | 0                | -         | -         |
| 2018-19          | バルセロナ       | 16               | 0                | 0                | -         | -         |
| AFC              | AFC              | AFC              | ACL              | ACL              | クラブW杯 | クラブW杯 |
| 2020             | 神戸             | 6                | 0                | 0                | -         | -         |
| 2022             | 神戸             | 6                | 0                | 0                | -         | -         |
| 通算             | UEFA             | UEFA             | 3                | 0                | 1         | 0         |
| 通算             | AFC              | AFC              | 0                | 0                | -         | -         |

その他の国際公式戦
- 2022年
  - AFCチャンピオンズリーグ2022・プレーオフ 1試合0得点

## タイトル

### クラブ
FCバルセロナ
- リーガ・エスパニョーラ：1回 (2015-16)
- コパ・デル・レイ：2回 (2014-15, 2015-16)
- スーペルコパ・デ・エスパーニャ：1回 (2016)
- UEFAチャンピオンズリーグ：1回 (2014-15)
- UEFAスーパーカップ：1回 (2015)

ヴィッセル神戸
- 天皇杯 JFA 全日本サッカー選手権大会：1回（2019年）
- FUJI XEROX SUPER CUP：1回（2020）